# Vincent Lorant-Heilbronn

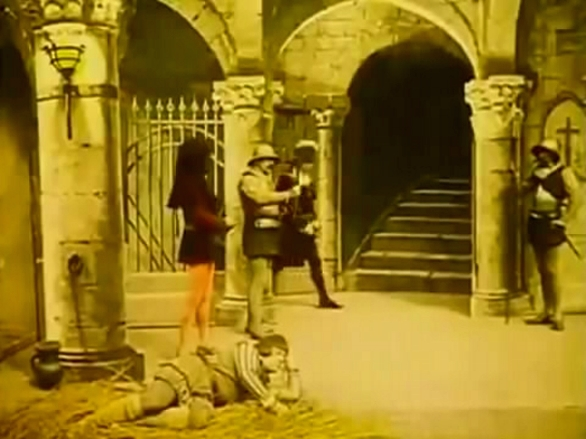
Una scena del film Christophe Colomb del 1904 diretto da Vincent Lorant-Heilbronn

Vincent Lorant-Heilbronn (Bruxelles, 13 ottobre 1874 – Bois-Colombes, 21 maggio 1912) è stato un regista, scenografo e pittore francese.

## Biografia
Lorant-Heilbronn ha realizzato nel 1900 due grandi pannelli dipinti nel ristorante l'Hippodrome di Parigi. Nel 1910, su richiesta dell'architetto Édouard-Jean Niermans, ha decorato insieme al pittore Paul Gervais il Casino municipale di Nizza. Oltre ai dipinti ha realizzato anche diversi manifesti pubblicitari. Ha iniziato la sua carriera per l'industria cinematografica nel 1904.

## Filmografia

### Regista
- Christophe Colomb (1904)
- Roman d'amour (1904)
- La fée Printemps (1904)
- Joseph vendu par ses frères (1904)
- Peau d'âne, co-regia di Albert Capellani (1904)
- Le règne de Louis XIV (1904)
- Le petit poucet (1905)
- La tentation de Saint-Antoine (1906)

### Scenografo
- L'enfant prodigue, regia di Ferdinand Zecca (1901)
- La saint-Barthélémy, regia di Lucien Nonguet (1905)
- La Belle au bois dormant, regia di Lucien Nonguet e Albert Capellani - cortometraggio (1908)
- Excursion dans la lune, regia di Segundo de Chomón (1908)